# Chartocerus novitzkyi
Chartocerus novitzkyi is een vliesvleugelig insect uit de familie Signiphoridae. De wetenschappelijke naam is voor het eerst geldig gepubliceerd in 1955 door Domenichini.